# Al Jazeera Balkans
Al Jazeera Balkans bila je međunarodna televizijska postaja mreže Al Jazeera koja je počela s emitiranjem programa 11. studenoga 2011.
Dvadeset sati sadržaja postaja je proizvodila na bošnjačkom, hrvatskom, srpskom i crnogorskom jeziku, dok je ostatak činio program Al Jazeere English.
Postaja je bila smještena u Sarajevu, uz studije u Zagrebu i Beogradu te dopisništva u ostalim glavnim gradovima zemalja regije i Nišu. Iako je sjedište postaje bilo u Sarajevu, program je bio regionalnog karaktera s novinarskom ekipom s prostora cijele bivše Jugoslavije.
Posljednje vijesti emitirane su 12. srpnja 2025. i ujedno su bile posljednja emisija emitirana uživo, a televizijska postaja potpuno je prestala s radom 31. srpnja 2025. Kao razlog gašenja mreža je navela »financijske i strateške razloge« te predviđeno širenje na digitalne platforme.

## Vanjske poveznice
- Službena stranica – Arhivirana inačica izvorne stranice od 1. kolovoza 2025. (Wayback Machine)
- Al Jazeera Balkans (kanal) na YouTubeu